# Stichting De Groninger Poldermolens
Stichting De Groninger Poldermolens is een Nederlandse molenstichting die 18 molens in de provincie Groningen in eigendom heeft.
De stichting werd in 2015 opgericht en nam in 2016 de molens van de Molenstichting Hunsingo en Omstreken, Molenstichting Fivelingo en Molenstichting Westerkwartier over. Naast de 17 poldermolens heeft de stichting ook de korenmolen Wilhelmina in Noorderhoogebrug in eigendom. De bedoeling is dat deze laatste molen op termijn een andere eigenaar krijgt.
De stichting heeft de volgende molens in eigendom:
- De Eolus bij Den Ham
- Westerhornermolen tussen Gaarkeuken en Grijpskerk
- Langelandstermolen bij Garmerwolde
- Kloostermolen bij Garrelsweer
- Meervogel bij Garrelsweer/Hoeksmeer
- 't Witte Lam tussen Groningen en Zuidwolde
- Olinger Koloniemolen bij Laskwerd
- Zwakkenburgermolen bij Niezijl/Grijpskerk
- Noordermolen bij Noorddijk
- Wilhelmina in Noorderhoogebrug
- De Zilvermeeuw bij Onderdendam
- De Jonge Held bij Slaperstil aan de westkant van Groningen
- De Eendracht bij Sebaldeburen
- Zuidwendinger Molen bij Vierverlaten/Hoogkerk
- Hilmahuistermolen bij Visvliet
- De Palen ten zuiden van Westerwijtwerd
- Koningslaagte bij Zuidwolde
- Krimstermolen bij Zuidwolde